# Didier Paquignon
 (novembre 2013).
Didier Paquignon né le 30 septembre 1958 à Paris est un peintre français.

## Biographie
Didier Paquignon naît le 30 septembre 1958 à Paris.
Entre 1974 et 1977, il fréquente l' École nationale supérieure des arts appliqués et des métiers d’arts, Olivier de Serre, Paris. Entre 1984 et 1986, il fréquente l'École nationale supérieure des beaux-arts de Paris, le département de morphologie et l'atelier Leonardo Cremonini. Entre 1987 et 1988, il vit et travaille au théâtre du Vieux-Colombier à Paris, alors inoccupé. Il y peint la série des Théâtres rouges.
Il effectue de fréquents voyages en Grèce depuis 1984 et s’installe à Athènes en 1989. Il peint dans le port du Pirée, à Keratsini et à Eleusis. Il rentre en 1988 à la galerie Berggruen à Paris.
Le directeur du festival de danse d’Arles, Olivier Etcheverry, l'invite en 1990. Il peint dans une usine de chaudronnerie lourde où Mark Tompkins, chorégraphe, crée Moving Pictures. Il réalise une série de peintures et de Grands fusains de l'usine. À partir de 1990, il réalise des peintures pour le cinéma et des séries télévisées.
Il voyage en République d'Albanie (Shqipëri) en 1996 et peint la série des Bunkers. Il séjourne en résidence au château de Lourmarin, dépendant de l'Académie des beaux-arts de Paris.
De 2003 à 2005, il s'installe à Madrid et voyage en Espagne et au Portugal.
De 2006 à 2014, il visite la Chine, l'Égypte, l'Italie, la Turquie, l'Inde et la Syrie.
En 2009, le Musée de l'Orangerie lui consacre une rétrospective, " Tu rencontreras d'abord les sirènes " suivit d'une exposition organisée par le centre des monuments nationaux à l'Abbaye de Montmajour, à Arles, " L'antre du cyclope ".
Entre 1998 et 2010, Didier Paquignon réalise des illustrations pour les couvertures de la collection Le Livre de poche ainsi que pour la collection La Pochothèque (Hachette).
En 2015 et 2016, il collabore à la revue de La Nouvelle Quinzaine littéraire.
Entre 2010 et 2017, il travaille à la série Les Muses pour laquelle exécute 200 grands monotypes sur papier de portraits d'hommes.
Didier Paquignon vit et travaille à Paris.

## Œuvres

### Peintures pour le cinéma
- Grosse fatigue, de Michel Blanc, 1994.
- La machine, de François Dupeyron, 1994.
- Les caprices d’un fleuve, de Bernard Giraudeau, 1996.
- Les visiteurs II, de Jean-Marie Poiré, 1998.
- Le derrière, de Valérie Lemercier, 1999.
- Les enfants du siècle, de Diane Kurys, 1999.
- Portrait de Louise de Saint-Agnan[2].
- Partir, de Catherine Corsini, 2009.

### Œuvres dans les collections
- Champagne Bruno Paillard, Reims.
- Château Smith Haut Lafitte, Bordeaux.
- Collections de la Société des auteurs, compositeurs et éditeurs de musique (SACEM), Neuilly-sur-Seine.
- Fonds national d'art contemporain (FNAC), Paris.
- Fondation Colas, Paris.
- Artothèque, Arles.
- Ville de Versailles
- Collections privées en : Albanie, Belgique, Danemark, Italie, Japon, Grèce, Suisse, États-Unis...

### Publications
- 1993 : Routes et Déroutes, Paris, Le Serpent à Plumes - Récits & fictions courtes.
- 1996 :  Les Caprices d'un fleuve, Bernard Giraudeau, Paris, Mille et une Nuits, Fayard (ISBN 978-2-84205-055-9).
- 2007 :  Le Champagne dans l'Art, Jean-Marie Pinçon, Paris, Éditions Thalia, 174 p. (ISBN 978-2-35278-023-6).
- 2009 :  Parce qu'il aime..., Pascal Pistacio, Paris, Éditions Lienart, 2009, 137 p. (ISBN 978-2-35906-015-7).
- 2014 :  Didier Paquignon, traqueur infatigable, par Delfeil de Ton, Le Cahier Dessiné n°9, Paris, Éditions Les Cahiers Dessinés (ISBN 979-10-90875-22-7).
- 2018 : Le coup du lapin et autres histoires extravagantes, Paris, Éditions Le Tripode, 2018 (ISBN 978-2-37055-160-3), Forum du livre de Saint-Louis, Le coup du Lapin / Payot (librairie) - Lausanne, Suisse[3],[4],[5],[6].
- 2019 : Le coup du lapin et autres histoires extravagantes, réédition poche du tome I, Paris, Éditions Le Tripode.
- 2020 : Tout va bien mon lapin? Tome II, Paris, Éditions le Tripode.
- 2020 : Le Désir, L'Eau-forte n°12, Éditions Sambuc, textes de François Bégaudeau, Gaëlle Josse, Iliana Holguín Teodorescui. (ISBN 978-2-49118-150-5).
- 2020 : Le cul rose d'Awa, Jacques Drillon, Du Lérot éditeur. (ISBN 978-2-35548-151-2).
- 2022 : Villes sauvages, villes Troubles, La Billebaude n°20, texte de Anne Simon (chercheuse), Paris, Éditions du Glénat , Fondation François Sommer (ISBN 978-2-344-05286-0).
- 2023 : Thirty two artists and a collector, Athènes, Éditions Pataki (ISBN 978-9-60167-311-0).
- 2024 : La Grâce,L'Eau-forte n°13, Éditions Sambuc. (ISBN 978-2-491181-673).
- 2024 : Les asperges de Marcel Proust, Jacques Drillon, Du Lérot éditeur. (ISBN 978-2-35548-181-9).
- 2024 : Konversation Zwischen kunst & Wissenschaft - Kosmos Primeo Energie - 86 pages - Bâle  (ISBN 978-2-95853-272-7).
- 2024 : Faits-Divers : une hypothèse en 26 lettres, 5 équations et aucune réponse - MAC VAL - Musée d'Art Contemporain du Val-de-Marne. 259 pages.  (ISBN 978-2-38203-204-6)

## Expositions

### Personnelles
- 1989 : Peintures & dessins, galerie Berggruen, Paris[1]
- 1990 : Festival d'Arles, travail autour d'une scénographie de Mark Tompkins "Moving Pictures", Constructions métalliques de France, Arles
- 1991 : Peintures et dessins, Institut français de Copenhague, Lungby Kunstforening, Danemark
- 1992 : Peintures pour la décoration du grand salon de la Chartreuse du château Smith Haut Lafitte, Bordeaux[7]
- 1992 : Galerie Queyras, Paris (Texte de Luc Simon)
- 1993 : Galerie Le Bateau-Lavoir, Grenoble
- 1995 : Peintures, Techné, Maison de Champagne Bruno Paillard, Reims
- 1996 : À toutes les femmes, plus une, galerie Art et Patrimoine, Paris (texte de Olivier Etcheverry)[1]
- 2001 : ζωγραφική, galerie Ekphrasis - Yianna Grammatopoulou, Athènes, Grèce, (texte de I. Iliopoulou, A. Veroukas, G. Rorris, S. Daskalakis)
- 2009 : Tu rencontreras d'abord les sirènes, musée de l'Orangerie, Paris[8],[9],
- 2009 : L'antre du Cyclope, abbaye de Montmajour, Arles, Centre des monuments nationaux
- 2010 : Les Illustres, librairie Le Divan, Paris
  - 2010 : DFMA Collection, Art & Droit, Palais du Luxembourg - Le Sénat, Paris
- 2014 : Les Muses, école des Beaux-arts de Versailles, exposition [10],[11]
- 2014 : Corps urbain(s), musée Lambinet, Versailles[10],[12],
- 2016 : Les Muses, Saint-Louis, Fondation Fernet-Branca[13],[14],[15], Museumsnacht Basel 2016
- 2018 : Le coup du lapin, monotypes, librairie Le Divan, Paris
- 2018 : Γαλλική εβδομάδα / Semaine Française, Merchant Marine Academy of Hydra, Grèce[16]
- 2020 :  Le coup du lapin et autres histoires extravagantes, librairie Ombres Blanches, Toulouse
- 2023 : ...et n'omets pas de leur parler d'amour et de choses semblables - Musée(s) de Belfort, Tour 46 .

### Collectives
- 1986 : Polyptyques, chez Barbara Isabella van Dyck, Beautiful compagnie, Paris[1]
- 1987 : Peintures, atelier Leonardo Cremonini, galerie de la Maison des Beaux-Arts, Paris
- 1987 : Portraits, Prix Paul Louis Weiller, Académie des Beaux-Arts, Paris
- 1988 : Accrochage d’hiver, galerie Berggruen & Cie, Paris
- 1988 : Atelier Cremonini / atelier Van Dycke, musée des Beaux-Arts de Mons, Belgique
- 1989 : Accrochage de printemps, galerie Berggruen & Cie, Paris
- 1990 : Galerie Skoufa, Athènes, Grèce
- 1991 : Le Catalogue d’Art Contemporain, château de Boisrigaud, Usson
- 1991 : Centre culturel de Ioannina, Grèce
- 1993 : Galerie Pierre Kamouh, Paris
- 1993 : Les artistes font un carton, musée de la Poste, Paris
- 1993 : Salon de Bouffémont
- 1994 : La Balarmada, Atelier Saint-Charles/Leblanc, Paris
- 1995 : Étienne Assenat, Françoise Gillet, Didier Paquignon, Salle Saint-Jean, commissaire d'exposition Gustave de Staël, Hôtel de ville de Paris
- 1995 : World Animal Day, Ambassade des États-Unis, Athènes, Grèce
- 1996 : Die kraft der Bilder, Martin-Gropius-Bau, Berlin, Allemagne
- 1996 : Déambulation II, galerie Art & Patrimoine, Paris
- 1997 : Géricault, points de vue contemporains, École Nationale Supérieure des Beaux-Arts de Paris
- 1997 : Les 10 jours de l’art contemporain, galerie Art & Patrimoine, Paris
- 1997 : Galerie Samedi, Montfort-L’Amaury
- 1998 : Le mois de l’estampe, atelier À fleur de Pierre , Jacques de Champfleury, Paris
- 1999 : SACEM, 25 ans de collection d’art contemporain, 1974/1999, Manufacture des Œillets, Ivry-sur-Seine
- 1999 : Dessins, gravures & monotypes de cinq artistes français, Institut français de Prague, République tchèque
- 2000 :  2000 κονσέρβες, 2000 conserves, atelier de lithographie "Bazaar", Curator: Alexis Veroukas, Le Pirée, Grèce
- 2000 : Salon du château des Logis, Brécey
- 2000 : Salon de mai, Paris
- 2001 : Les Jardins, monotypes, La Ruche, passage Dantzig, Paris
- 2007 : Nouvelles acquisitions 2007, Fondation Colas, Paris
- 2003-08 : Les ports de la Méditerranée, une exposition itinérante :  Athènes, Thessalonique, Rhodes, Heraklion, etc. International Center of Fine Arts, Athènes, Grèce
- 2010 : Dessins français contemporains, galerie Vincent Pietryka, Paris `
- 2013 : Follow-on, La Living Art Gallery, Palais de Tokyo, Paris
- 2013 : De Tokyo à Tirana, Ana González Sola / Didier Paquignon, galerie Arcturus, Paris
- 2013 : Hareng, histoire d’un poisson, musée du dessin et de l’estampe originale, Arsenal, Gravelines
- 2013 : Carrément audacieux, Carré rive gauche, Paris
- 2014 : Mes faits divers, Le Cahier Dessiné no 9, présentation à la Halle Saint-Pierre, Paris
- 2015 : Cher modèle, musée du dessin et de l’estampe originale, Arsenal, Gravelines
- 2018 : Sens Contre sens : Glen Baxter, Nelly Maurel, Didier Paquignon, Roland Topor, Tomi Ungerer - fondation Fernet-Branca - Saint-Louis (Haut-Rhin), commissaire d'exposition : Pierre-Jean Sugier [17],[18]
- 2018 : Malbodium Museum, vingtième anniversaire, 1997-2017, centre culturel de Maubeuge
- 2018 : Draw me a man, the human figure in the collection of an artist, Historical Archives-Museum of Hydra, Grèce[19]
- 2019 : Regards croisés sur la ville de trois artistes contemporains, Ana González Sola - Pascale Hemery - Didier Paquignon, galerie L'imagerie - Toulouse
- 2019 : ST-ART - Foire d’art contemporain et de Design de Strasbourg
- 2020 : Pop-Up Art, Dynamisme et Force créative de la région Rhénane - fondation Fernet-Branca - Saint-Louis (Haut-Rhin)
- 2022 : 28 καλλιτέχνες, 1 συλλέκτης - 28 artistes, 1 collectionneur - Contemporary Athens - Fine Art Gallery - Athènes - Grèce
- 2024 : Faits-Divers : une hypothèse en 26 lettres, 5 équations et aucune réponse-  MAC VAL - Musée d'Art Contemporain du Val-de-Marne.
- 2024 : Konversation Zwischen kunst & Wissenschaft - Kosmos Primeo Energie - Münchenstein - Suisse.

## Récompenses et résidences
- 2002 : prix Dumas-Millier, Institut de France, Académie des beaux-arts de Paris
- 2000 : grand prix du Salon de l'ACAM, Salon du château du Logis, Brécey.
- 1996 : résidence au château de Lourmarin, Institut de France, Académie des beaux-arts de Paris.
- 1990 : résidence à Arles, Festival de danse contemporaine

### Catalogues
- Galerie Berggruen & Cie, Peintures et dessins, Paris, Éditions Berggruen & Cie, 1989, 28 pages  (ISBN 2904772219).
- Étienne Assenat. Florence Gillet. Didier Paquignon, hôtel de ville de Paris , salle Saint-Jean, texte de Daniel Malbert : En chemin, Éditions Association pour la promotion des arts à l’hôtel de la ville de Paris, 1995, 69 pages.
- À toutes les femmes, plus une, texte d'Olivier Etcheverry, Paris, galerie Art et Patrimoine, 1996.
- Voyage en Shqipëri. Monotypes et peintures, Centre Culturel de l’Arsenal, Maubeuge, texte de Leonardo Cremonini : « Pourquoi nous en sommes là aujourd’hui? », Éditions Malbodium  Museum, 2002, 96 pages  (ISBN 2912473179).
- Tu rencontreras d’abord les sirènes, musée de l’Orangerie des Tuileries, textes de Philippe Piguet : « La lumière et l’espace », François Fontaine : « Café - place Stalingrad, 26 mai, 9h30 » et Cécile Guilbert : « Fragments de corps intimes », Paris, Éditions Lienart, 2009, 104 p.  (ISBN 9782359060041).
- Corps Urbain(s), musée Lambinet, école des beaux-arts de Versailles, textes de Françoise Roussel-Leriche : « L’urbanité sans fard », de Bertrand Alapetite : « L’homme en question », d'Elsa Delachair : « La débâcle », de Frédéric Roux, texte extrait de L’absence, exploit divin, de Tania de Montaigne : « Regarder les Muses », de Christine Albanel : « Les Muses » et de Philippe Ducas : « Les demi-nus de Paquignon », Éditions Lienart, 2014, 103 p.  (ISBN 9782359061215).
- Les Muses, Espace d’art Contemporain, Fondation Fernet-Branca, Saint-Louis (Haut-Rhin), texte d'Éric Chevillard : « Du bon usage des Muses », Éditions de Saint-Louis, 2016, 52 p.  (ISBN 9782917186763).
- ...et n’omets pas de leur parler d’amour et de choses semblables, musée(s) de Belfort, texte de Pierre-Jean Sugier : « Sol y sombra, l'ombre d'un regard », 2023, 64 p.  (ISBN 9782958532703)